# Akvarchapani
Akvarchapani (en georgiano: აყვარჩაფანი; en abjasio: Аҟәарчаҧан, romanizado: Akuarchapan) es una aldea que pertenece a la parcialmente reconocida República de Abjasia, dentro del distrito de Tkvarcheli, aunque de iure es parte del municipio de Ochmachire de la República Autónoma de Abjasia de Georgia.

## Geografía
Akvarchapani se encuentra en la orilla izquierda del río Galidzga, a 29 km de Ochamchire. La aldea se administra desde el pueblo de Tkvarcheli.  